# Senta-Sofia Delliponti
Senta-Sofia Delliponti, ps. Oonagh (ur. 16 kwietnia 1990 w Wolfsburgu) – niemiecka aktorka i wokalista. Wykonawczyni muzyki z pogranicza popu i world music. 31 stycznia 2014 roku ukazał się jej debiutancki album studyjny zatytułowany Oonagh. Wyróżnione platynową płytą nagrania uplasowały się na m.in. na 3. miejscu niemieckiej listy przebojów Media Control Charts.

## Dyskografia
Albumy
| Tytuł             | Dane dot. albumu                                                 | Pozycja na liście | Pozycja na liście | Pozycja na liście | Certyfikat             |
| Tytuł             | Dane dot. albumu                                                 | GER               | AUT               | CHE               | Certyfikat             |
| ----------------- | ---------------------------------------------------------------- | ----------------- | ----------------- | ----------------- | ---------------------- |
| Oonagh            | - Data: 31 stycznia 2014 - Wydawca: Electrola, We Love Music     | 3                 | 16                | 34                | - GER: platynowa płyta |
| Aeria             | - Data: 13 marca 2015 - Wydawca: Electrola, We Love Music        | 2                 | 15                | 41                |                        |
| Märchen enden gut | - Data: 11 października 2016 - Wydawca: Electrola, We Love Music | 7                 | 18                | 30                |                        |
| Eine neue Zeit    | - Data: 9 sierpnia 2019 - Wydawca: Electrola, We Love Music      | 4                 | 35                | 11                |                        |

Single
| Tytuł | Rok  | Pozycja na liście | Album  |
| Tytuł | Rok  | GER               | Album  |
| ----- | ---- | ----------------- | ------ |
| "Gäa" | 2014 | 67                | Oonagh |

## Wybrana filmografia
| Tytuł                           | Rok       | Uwagi                              |
| ------------------------------- | --------- | ---------------------------------- |
| "Gute Zeiten, schlechte Zeiten" | 2011-2012 | jako Tanja Seefeld; opera mydlana  |
| "Der Staatsanwalt"              | 2014      | jako Milena Pojak; opera mydlana   |
| "In aller Freundschaft"         | 2014      | jako Laura Westphal; opera mydlana |